# 監査
監査（かんさ、audit または auditing）とは、ある事象・対象に関し、遵守すべき法令や社内規程などの規準に照らして、業務や成果物がそれらに則っているかどうかの証拠を収集し、その証拠に基づいて、監査対象の有効性を利害関係者に合理的に保証すること。
監査人が誰であるかによる分類として、外部監査、内部監査、監査役監査などがある。監査する対象による分類として、会計監査（財務諸表監査など）、業務監査、システム監査、情報セキュリティ監査、個人情報保護監査、環境監査などがある。
ここでは、主に日本における各種監査の概要について説明する。また、歴史については、「監査の歴史」で説明する。

## 行政機関における監査
行政機関に対して行う監査は広義の行政監査や行政活動の監査と呼ばれる。地方自治法第199条第2項の行政監査以外もそれに含まれる。

### 国における監査
国の機関における会計監査は、行政機関の一つである会計検査院が行い、これは特に会計検査と呼ばれる。一方、業務監査は総務省行政評価局（以前は総務庁行政監察局）が行政評価（以前は行政監察）の観点から実施する。

### 地方公共団体における監査
それぞれの地方公共団体に置かれる執行機関のひとつである監査委員が行う。なお、地方公共団体に置かれる監査委員は、地方公共団体により人数は異なるが、各監査委員が個別の権限で監査を行う（独任制）ため、監査委員会ではなく単に監査委員という。一般監査と特別監査とがある。また一部の地方公共団体では外部監査が義務付けられている。
- 事務監査請求（地方自治法第75条）
- 議会の監査請求（第98条2項）
- 監査委員（第195条）
- 住民監査請求（第242条）
- 外部監査契約（第252条の27）
最小の経費で最大の効果を挙げ、運営の合理化を図るため外部監査人と都道府県等が結ぶ契約。
  - 包括外部監査（第252条の36）
必置の自治体　都道府県・政令指定都市・中核市
連続して4回、同一の者と包括外部監査契約を締結してはならない。
監査　財務および事業の管理のうち必要と認める特定の事件ついて監査する（第252条の37 1項）
  - 個別外部監査（第252条の39）

#### 一般監査
- 定期監査（地方自治法第199条第1項、4項）
- 行政監査（地方自治法第199条第2項）
- 随時監査（地方自治法第199条第5項）

#### 特別監査
- 直接請求に基づく監査（地方自治法第75条第1項）
- 市議会の請求による監査（地方自治法第98条第2項）
- 市長の要求による監査（地方自治法第199条第6項）
- 財政援助団体等監査（地方自治法第199条第7項）
- 住民の請求による監査（地方自治法第242条第1項）
- 職員の損害賠償責任に関する監査（地方自治法第243条の2第3項、地方公営企業法第34条）
- 指定金融機関の公金取扱に関する監査（地方自治法第235条の2第2項､地方公営企業法第27条の2第1項）

## 企業その他の団体における監査
会計監査・業務監査に区分される。前者は財務諸表監査とも呼ばれる。
公認会計士が行う監査、会社法上の監査役（または監査役会、監査委員会。以下「監査役等」）が行う監査、そして企業の内部監査人が行う監査の三種類があり、総称して三様監査制度と呼ばれる。
公認会計士が行うのが会計監査であり、監査役等は、会社法において業務監査と会計監査の責任を負っているが、公認会計士も監査を行う会計監査人設置会社と他の会社においては、監査の方法に差異がある。

### 公認会計士監査
公認会計士、あるいはその集まりである監査法人によって実施される監査を総称して、公認会計士監査と呼ぶ。
公認会計士監査の目的は、企業の財務情報の信頼性の保証にあり（公認会計士法1条）、企業の経営者が作成した財務諸表が、企業の実態をすべての重要な点において適正に表示しているかどうかについて監査し、その結果を意見として表明することにある（監査基準第一）
公認会計士監査は、法律によって実施が求められている法定監査と、法律に規定はない任意監査に分けられる。
- 法定監査
法定監査の主なものは、会社法に要求される会社法監査、金融商品取引法に要求される金融商品取引法監査である。また、その他の法令によって要求される法定監査も存在する（例えば、私立学校振興助成法による私立学校の監査、政党助成法による政党の監査など）。法定監査の目的は、利害関係者の利益保護にあり、公的組織の監査の場合は公益の保護にある。

- 任意監査
任意監査は、年金基金監査、ファンドスキームを構成するファンド監査、銀行借入時に要求される監査証明や、諸団体の規定、定款、基準などによる監査である。

### 監査役監査
会社の機関のひとつ、監査役または監査委員会等によって行われる監査である。監査役等は、取締役や執行役の職務執行に不法な点がないかを監督、指導する立場にある。目的は会社の出資者たる株主の保護にある。

### 内部監査人監査
内部監査人監査は、社内に設置された監査部門などによって行われ、経営管理の一環として行われる内部監査である。従業員の業務内容全般について、合理性、能率性、適法性などを、経営者のニーズによって任意に監査する。

## 監査の対象による分類

### 業務監査
受査組織の業務のうち、会計業務を除いた業務を対象とする監査を業務監査と称する。企業においては監査役または監査委員会、企業以外の団体においては監事等、ある程度の独立性を保証された者が監査人となる。「#監査役監査」を参照。

### システム監査
「専門性と客観性を備えたシステム監査人が、一定の基準に基づいて受査組織の情報システムを総合的に点検・評価・検証をして、監査報告の利用者に情報システムのガバナンス、マネジメント、コントロールの適切性等に対する保証を与える、又は改善のための助言を行う監査」をシステム監査と称する。システム監査は監査を行った範囲について適切か否かの保証を与える保証型監査と、今後の改善を目的とした助言を与える助言型監査とに分類することができる。

### 情報セキュリティ監査
受査組織の「情報セキュリティに係るリスクのマネジメントが効果的に実施されるように、リスクアセスメントに基づく適切なコントロールの整備、運用状況を、情報セキュリティ監査人が独立かつ専門的な立場から検証又は評価して、もって保証を与えあるいは助言を行うこと」を情報セキュリティ監査と称する。情報セキュリティ監査は監査を行った範囲について適切か否かの保証を与える保証型監査と、今後のセキュリティ対策の改善を目的とした助言を与える助言型監査とに分類することができる。情報セキュリティ監査は契約条項の遵守についての監査の他、情報セキュリティマネジメントシステム（ISMS）の適合性審査、脆弱性診断及びペネトレーションテストなどで行われる。

## 監査人の立場による分類

### 内部監査

#### 第一者監査
受査組織の内部者（内部監査人）による監査、または、経営者による委託を受けたコンサルタント等（代理人）による監査を内部監査または第一者監査と称する。詳しくは「内部監査」を参照。

### 外部監査
受査組織の外部者（外部監査人）による監査を外部監査といい、外部者の立場によって第二者監査と第三者監査に分類される。

#### 第二者監査
受査組織と監査者との間に受発注関係または資本関係などの利害関係が存在する場合、第二者監査と称する。例えば、契約時に情報セキュリティに関する条項を取り決めたときに発注者が受注者または下請事業者の契約遵守状況について行う監査や、親会社が子会社に対して行う内部統制状況の監査がこれに当たる。

#### 第三者監査
受査組織と監査者との間に受発注関係及び資本関係などの利害関係が存在しない場合、第三者監査または第三者審査と称する。例えば、上述の#公認会計士監査、マネジメントシステム規格の審査登録制度において審査登録機関が実施する適合性審査、内閣官房内閣サイバーセキュリティセンターがサイバーセキュリティ基本法に基づき各政府機関に対して実施するマネジメント監査がこれに当たる。